# Podmokle Małe

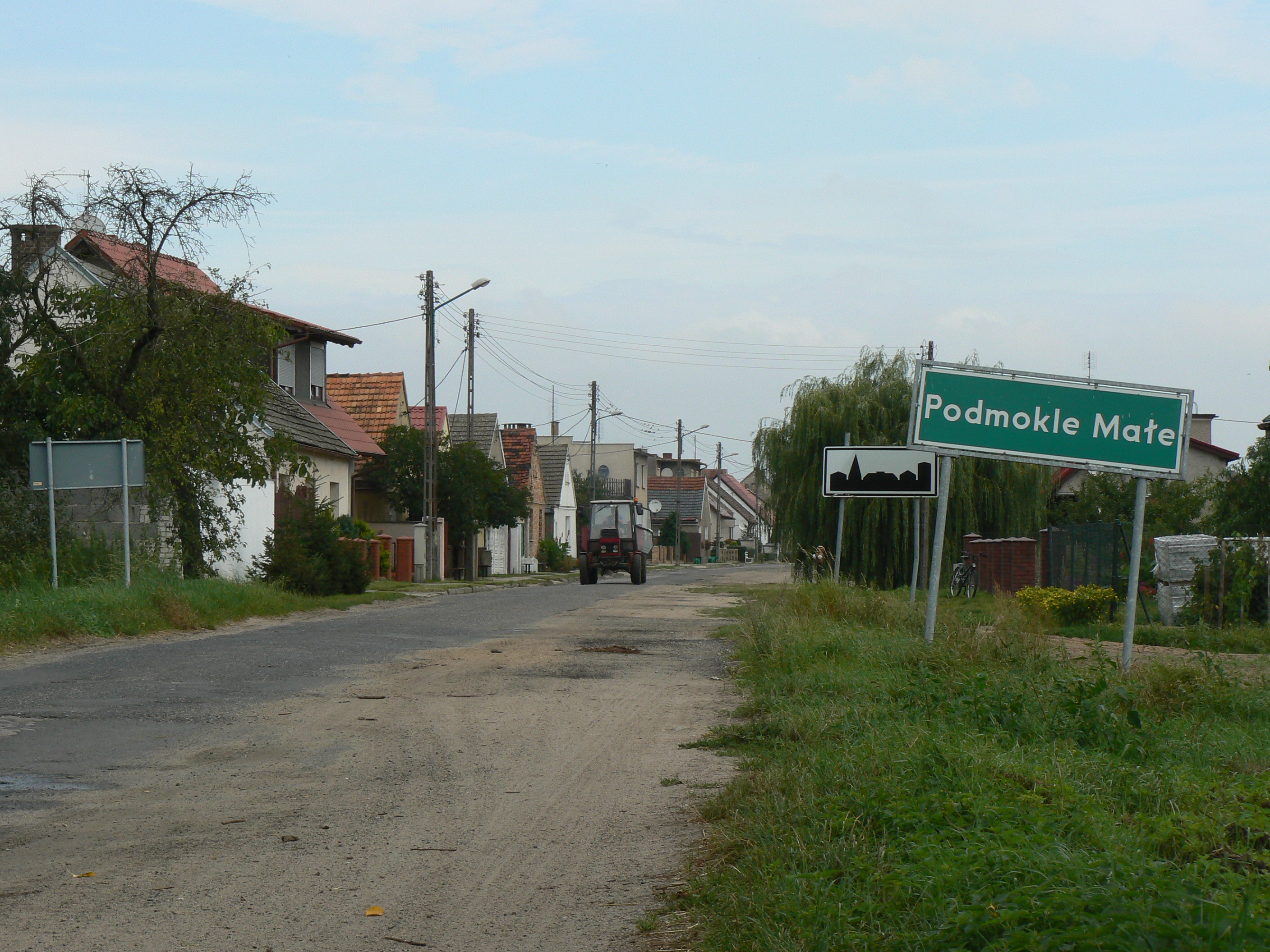
Ortseingang von Südwesten

Podmokle Małe (deutsch Klein Posemuckel) ist ein Ort mit 440 Einwohnern in der Stadt- und Landgemeinde Babimost (Bomst) in der Woiwodschaft Lebus in Polen. 

## Geographie
Podmokle Małe mit einer Fläche von 1543 Hektar liegt drei Kilometer nordwestlich der Stadt Babimost am westlichen Ufer der Leniwa Obra (Faule Obra) 44 Kilometer nordöstlich von Zielona Góra (Grünberg in Schlesien) an einer Nebenstraße, die Podmokle Wielkie mit Nowe Kramsko (Neu Kramzig) verbindet – bei Querung der Woiwodschaftsstraße 303 von Świebodzin (Schwiebus) nach Powodowo (Lehfelde) an der Landesstraße 32. 
Die nächste Bahnstation ist Babimost an der Bahnstrecke Zbąszynek (Neu Bentschen) – Guben/Gubin.

## Geschichte
Der Name des Ortes am Rande der Obrasümpfe leitet sich vom polnischen Adjektiv „podmokły“ ab, das so viel wie „feucht“ oder „nass“ bedeutet. Die Ursprünge der slawischen Siedlung reichen bis ins 10. Jahrhundert zurück. Traditionell betrieben die Einwohner Fischerei und Landwirtschaft. 1257 wurde Klein Posemuckel dem Zisterzienserkloster Obra überlassen. 1319 ging der Ort von Polen an das Kurfürstentum Brandenburg, später an das Herzogtum Glogau über und 1335 an Polen. Bei der Zweiten Polnischen Teilung von 1793 kam das Dorf zu Preußen, und das Kloster Obra wurde säkularisiert und vom preußischen Staat verwaltet. Bei der Aufteilung des Klosterbesitzes im Jahre 1795 an preußische Adlige und Staatsbeamte erwarb der preußische Regierungsrat von Unruh Klein Posemuckel. Die Einheimischen waren zum Teil Polen; 1794 beteiligten sich einige polnische Dorfbewohner am Kościuszko-Aufstand. Am 11. Juni 1929 eröffnete Jan Baczewski im Dorf eine polnische Minderheitenschule. 1933 hatte Klein Posemuckel 507 Einwohner.
Seit dem 19. Jahrhundert wird der Name des etwa 100 km östlich der Oder gelegenen Dorfs im Deutschen als Synonym für ein abgelegenes, rückständiges, provinzielles „Nest“ gebraucht.
Klein Posemuckel gehörte von 1818 bis zur Auflösung im Jahre 1938 zum preußischen Landkreis Bomst und danach bis 1945 zum Landkreis Züllichau-Schwiebus. Im NS-Staat erfolgte 1937 eine Umbenennung in Klein Posenbrück und zwischen 1939 und 1945 die Vereinigung mit dem am gegenüberliegenden Ufer der Faulen Obra befindlichen Dorf Groß Posenbrück (heute Podmokle Wielkie) zur Gemeinde Posenbrück. Im Zweiten Weltkrieg kam es im Dorf zur Verhaftung polnischer politischer Aktivisten, die in Gefängnisse verbracht oder im KZ Sachsenhausen oder im KZ Ravensbrück interniert wurden. Nach dem Krieg fiel das Dorf nach der Besetzung durch die Rote Armee unter polnische Verwaltung. 
Seit 2005 besteht eine Schulpartnerschaft mit der Grundschule „Rosa Luxemburg“ in Neuruppin Im Juni 2007 eröffnete ein Freilichtmuseum landwirtschaftlicher Maschinen und Geräte.

## Sehenswürdigkeiten

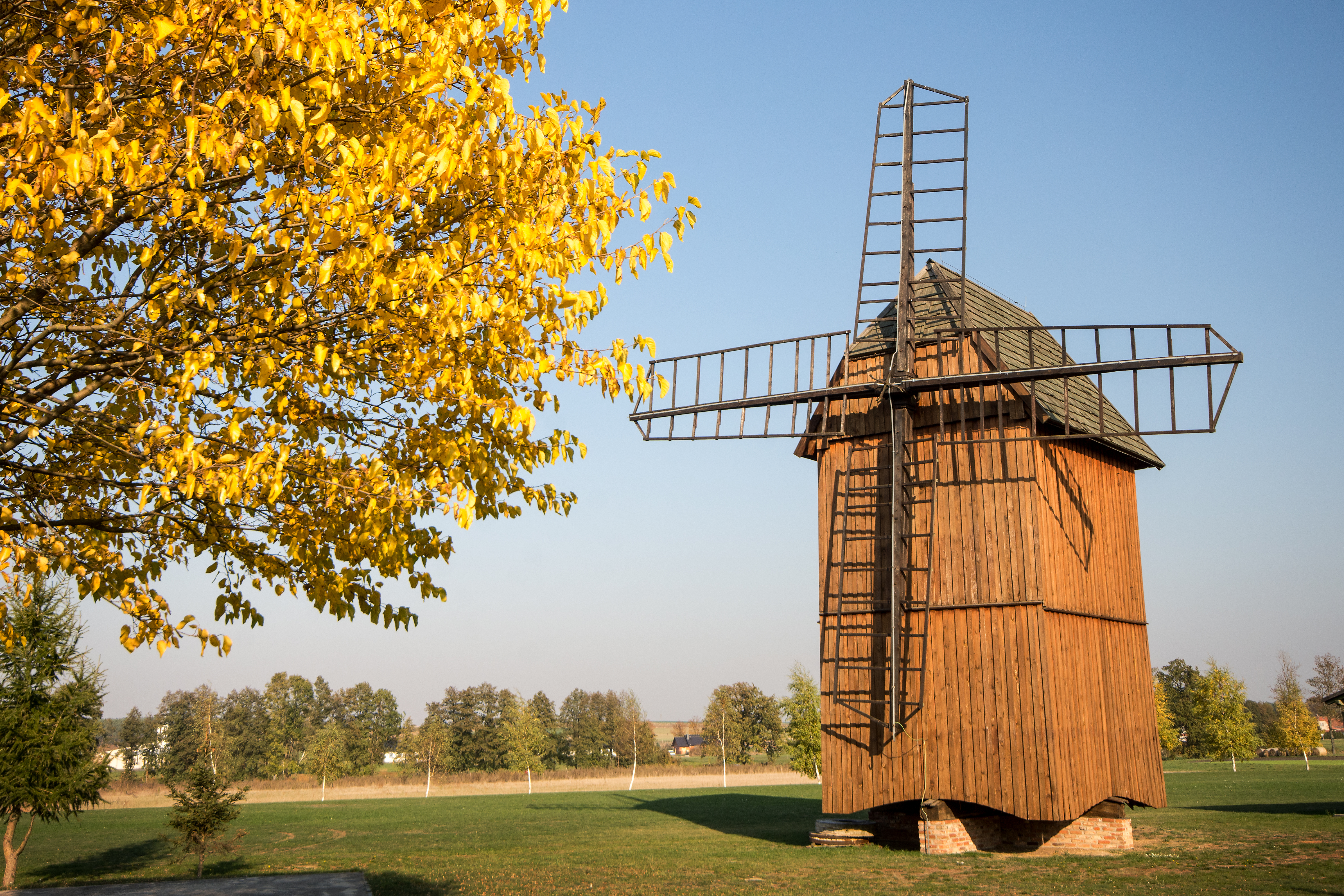
Die Bockwindmühle

- Die Bockwindmühle aus dem Jahr 1854.[3]